# Two Raven House
La Two Raven House est un site archéologique du comté de Montezuma, dans le Colorado, aux États-Unis. Située sur la Wetherill Mesa, elle est protégée au sein du parc national de Mesa Verde. Avec la Badger House, les Basketmaker Pithouses et le Pueblo Village, elle forme la Badger House Community.